# Carajahi
Carajahi (Karayaki), ime plemena i dijalektka kojim govore brazilski Indijanci porodice karaža s rijeke Araguaie oko grada Salinasa na Goiásu. Ovaj naziv spominje Paul Ehrenreich (1888), a od Carajá razlikuje ih i Brinton (1891a)